# Nie Er
Nie Er (Chinois traditionnel : 聶耳 ; Chinois simplifié : 聂耳 ; Pinyin : Niè Ĕr) (né Nie Shouxin (Chinois traditionnel : 聶守信 ; Chinois simplifié : 聂守信 ; Pinyin : Niè Shǒuxīn)), (14 février 1912 - 17 juillet 1935) était un compositeur chinois. Il est célèbre pour avoir composé l'hymne national de la république populaire de Chine, la Marche des Volontaires. Dans de nombreux magazines de Shanghai, il utilisa le nom anglais "George Njal".

## Jeunesse
Les ancêtres de Nie Er étaient originaires de Yuxi, dans la province de Yunnan, au Sud-Ouest de la Chine. Lui-même est né à Kunming. Dès son plus jeune âge, Nie Er manifesta son intérêt pour la musique. À partir de 1918, il étudie à l'école primaire de Kunming. Il apprit à jouer des instruments traditionnels, comme la flûte, l'Erhu, le Sanxian et le Yueqin durant son temps libre. Il dirigera ensuite l'orchestre de l'école. En 1922, il entra à l'école primaire Qiushi, avant d'accéder à un établissement scolaire plus important en 1925.
En 1927, Nie Er fut diplômé et entra à l'école provinciale de Yunnan ; ici, il participa au club de lecture et organisa la "Nine-Nine Music Society", qui se produisit à l'école et en dehors. Durant ces années, il apprendra à jouer au violon et au piano.
En juin 1931, Nie Er entre à la Compagnie de théâtre, de musique et de danse Mingyue (明月歌舞剧社) en tant que violoniste. Un an plus tard, en juillet 1932, il publie un Court Traité sur la chanson et la musique chinoises (中国歌舞短论), dans lequel il critiqua le président de son organisation de musique, Li Jinhui ; il fut obligé à la quitter. Il rejoint ensuite le Studio de film Lianhua en novembre 1932. Plus tard, il prendra part au groupe "Amis de la société de l'Union soviétique", et organisera le "Groupe de recherche sur la musique contemporaine chinoise". En 1933, Nie Er devient membre du Parti communiste chinois.
En avril 1934, Nie Er rejoint Baak Doi, où il gère la section musicale. La même année, il fonde l'Orchestre National Pathé. Tôt en 1935, il composa la Marche des Volontaires, musique du générique du film Enfants de Chine, qui deviendra plus tard l'hymne national de la république populaire de Chine.
En janvier 1935, Nie Er devient directeur de la section musicale de Lianhua Number Two Studio. Le 17 juin 1935, il se noya alors qu'il était en train de nager, au Japon. Il avait tout juste 23 ans. Certains suspectent un assassinat perpétré par les radicaux japonais d'extrême droite. D'autres pensent qu'il fut tué par des nationalistes Chinois puisqu'il était au Japon afin de les fuir. Il fut retrouvé le lendemain par l'équipe de sauvetage locale. Selon eux, en accord avec la police, son corps ressemblait aux corps noyés ordinaires.